# (9154) Kolʹtsovo
(9154) Kolʹtsovo (1982 SP6) – planetoida z pasa głównego asteroid okrążająca Słońce w ciągu 5,24 lat w średniej odległości 3,02 j.a. Odkryta 16 września 1982 roku.